# Cruz de la Armada
La Cruz de la Armada o Cruz Naval (en inglés: Navy Cross) es la segunda máxima condecoración que puede otorgar el Departamento de la Armada de los Estados Unidos, así como la segunda máxima condecoración otorgada por valor (y en general). Normalmente solo es otorgada a los miembros de la Armada, del Cuerpo de Marines y de los Guardacostas, pero puede otorgarse a todas las ramas de la milicia. Fue instituida por un acta del Congreso del 4 de febrero de 1919. La Cruz de la Armada es equivalente a la Cruz por Servicio Distinguido y la Cruz de la Fuerza Aérea
Es otorgada a oficiales y tropa de la Armada, el Cuerpo de Marines y los Guardacostas (solo en tiempos de guerra) que se distinguen por el extraordinario heroísmo, con peligro y riesgo personal, pero que no justifica la Medalla de Honor. La acción debe tener lugar en una de las siguientes circunstancias:
- Mientras servía en acción contra un enemigo de Estados Unidos
- Mientras servía en operaciones militares en un conflicto con una fuerza extranjera opositora
- Mientras servía con fuerzas enemigas amigas en un conflicto armado en el que los Estados Unidos no son una parte beligerante.

Para obtener una Cruz de la Armada la acción debe realizarse en presencia de gran peligro o con un gran riesgo personal, y debe realizarse de manera que sea merecedora de recibir la máxima condecoración entre otros de igual grado, rango, experiencia o posición de responsabilidad. Una acumulación de acciones menores de heroísmo no justifica la concesión de la Cruz de la Armada. Originalmente podía concederse por acciones distinguidas fuera de combate, pero desde el 7 de agosto de 1942 quedó restringida a las acciones de heroísmo en combate.

## Orden de Precedencia
Originalmente, la Cruz de la Armada era la tercera máxima condecoración naval después de la Medalla de Honor y de la Medalla por Servicio Distinguido de la Armada. Con la reforma del 7 de agosto de 1942 se revisó el orden de precedencia, haciendo que la Cruz de la Armada fuera superior a la Medalla por Servicio Distinguido. Desde ese momento, la Cruz de la Armada se luce tras la Medalla de Honor y antes de que todo el resto de condecoraciones.

## Diseño
La Cruz de la Armada es una cruz paté en bronce con las puntas redondeadas. Entre los brazos de la cruz hay cuatro hojas de laurel con bayas. En el centro de la cruz hay un medallón, con buque de vela. El buque es una carabela de las que se usaban entre 1480 y 1500, que representa tanto el servicio naval como la tradición marinera. Las ramas de laurel se refieren a los éxitos.
En el reverso, sobre el medallón aparecen 2 anclas cruzadas de la época de 1850, ligadas por cables. En medio de las anclas aparecen las letras USN.
Cuelga de una cinta azul marino con una franja central blanca. El azul alude al servicio naval, y el blanco representa la pureza.
Las Cruces de la Armada posteriores se indican mediante Estrellas de Servicio, unas estrellas de 5 puntas doradas sobre el galón. Cada 5 estrellas doradas se sustituyen por una plateada.
La cruz fue diseñada por James Erale Fraser.